# Pleurocoelus
Pleurocoelus byl rodem velkého sauropodního dinosaura, vzdáleně příbuzného rodu Brachiosaurus. 

## Popis
Žil v období spodní křídy na území dnešního Texasu a snad i Marylandu v USA. Může jít o stejného dinosaura, jako byl Astrodon. Pleurocoelus byl až 18 metrů dlouhý a maximálně 40 tun těžký sauropod. Přesné rozměry však není možné s dostatečnou mírou jistoty určit. V roce 1997 byl prohlášen za státního dinosaura Texasu. Dnes jsou rozlišovány dva druhy: P. nanus a P. altus.

## Systematika
Někdy bývá tento rod zaměňován s jiným brachiosauridem, žijícím ve stejné době - rodem Paluxysaurus. Je pravděpodobné, že jeden z těchto dinosaurů vytvořil také známé série stop od řeky Paluxy.